# Abrázame (álbum de De Saloon)
Abrázame es el tercer álbum del grupo chileno De Saloon, lanzado oficialmente el 2006. Fue lanzado de forma independiente bajo el sello El Escarabajo, y fue producido  por los mismos integrantes del grupo.
Algo curioso en torno a los títulos de los temas del álbum, es que la mayoría están expresados en imperativos. Jean Pierre dice que es una mera curiosidad, sólo su forma de escribir.
El primer sencillo del álbum fue «Déjalo», que contó con fuerte difusión radial y un video musical. Posteriormente le siguió «Abrázame», cuyo video musical contó con la participación de la actriz Lorena Capetillo, y más tarde «Te Mueres» y «Para ti», esta última promocionada hasta mediados del 2008.

## Lista de canciones
Todas las canciones escritas y compuestas por Jean Pierre Duhart. 
| Edición estándar |                          |          |  |
| N.º              | Título                   | Duración |  |
| 1.               | «Abrázame»               | 4:22     |  |
| 2.               | «Quítame los ojos»       | 5:11     |  |
| 3.               | «Animal»                 | 3:55     |  |
| 4.               | «Abriendo mi corazón»    | 4:09     |  |
| 5.               | «Te mueres»              | 5:16     |  |
| 6.               | «Ganas»                  | 3:17     |  |
| 7.               | «Déjalo»                 | 3:38     |  |
| 8.               | «Hazme algo»             | 5:49     |  |
| 9.               | «Para ti»                | 3:52     |  |
| 10.              | «Déjame ser el silencio» | 3:38     |  |
| 11.              | «Coróname»               | 4:32     |  |
| 12.              | «Volver»                 | 3:46     |  |
| 13.              | «Solo el sol»            | 3:48     |  |
| 14.              | «Verdad»                 | 4:47     |  |